# The Tony Williams Lifetime
The Tony Williams Lifetime fue un grupo de jazz, liderado por el baterista Tony Williams.

## Historial
The Tony Williams Lifetime fue fundado en 1969 como trío, con John McLaughlin en la guitarra, y Larry Young en el órgano. El nombre corresponde con el título del primer disco de Williams, Life Time, publicado por Blue Note en 1964. Su álbum de debut fue Emergency! un "doble" editado por Polydor/PolyGram Records en 1969. Fue durante bastante tiempo rechazado por el público jazzístico, debido a la influencia en su música del rock duro, aunque posteriormente se ha llegado a considerar un clásico del jazz fusión. Jack Bruce se incorporó a la banda tocando el bajo y cantando para su segundo disco, Turn it Over, publicado en 1970.
McLaughlin dejó el grupo y fue reemplazado por Ted Dunbar para la grabación del álbum Ego (1971). Este disco contó con la participación de Ron Carter con el bajo y el chelo, y con Warren Smith y Don Alias en las percusiones. sin embargo, para las giras de esta época, el bajista era Juini Booth. a partir de la marcha de Larry Young, Tony  Williams quedó como único miembro original. El cuarto y último disco, The Old Bum's Rush (Polydor/PolyGram, 1971), contó con una formación totalmente nueva y un sonido fuertemente basado en los teclados. Recibió malas críticas y el grupo se disolvió.
En 1974, Williams relanzó una nueva versión del grupo, con Webster Lewis en los teclados y Laura 'Tequila' Logan en la parte vocal, además de Jack Bruce y el guitarrista británico Allan Holdsworth. Esta formación, en ocasiones conocida como "Wildlife", grabó material en los Atlantis Studio de Estocolmo (Suecia), que nuca llegó a publicarse oficialmente.

## The New Lifetime
En 1975, Williams volvió a reunir el grupo, como cuarteto, con el nombre de "The New Tony Williams Lifetime", incorporando al bajista Tony Newton, al pianista Alan Pasqua, y a Allan Holdsworth. Grabaron dos discos para Columbia/CBS Records, Believe It (1975) y Million Dollar Legs (1976). Ambos se reeditaron en un único CD en 1992, con el título de Lifetime: The Collection. Después de la grabación de Million Dollar Legs, el guitarrista Allan Holdsworth se marchó y fue reemplazado por Marlon Graves, para la gira de promoción.
En 1977, Williams reformó totalmente la banda con personal nuevo, incluyendo a Mike Hoffmann (guitarra), Gerry Mule (segunda guitarra), Paul Potyen (teclados), y Michael Formanek (bajo). Grabaron varios demos para Columbia pero ésta no llegó a editar nada. 
En julio de 1978, Lifetime giró por Japón, con otra formación distinta: Ronnie Montrose (guitarra), Brian Auger (teclados), Mario Cipollina (bajo) y Billy Cobham como invitado especial para algunos conciertos. Ese mismo año, se publicó The Joy of Flying, un disco ecléctico, con Herbie Hancock, Cecil Taylor, Tom Scott, Stanley Clarke, Michael Brecker, George Benson, y Jan Hammer.
En 1979, Williams volvió a renovar a sus Lifetime, con Tod Carver (guitarra), Bunny Brunel (bajo), Bruce Harris (teclados), y Tom Grant (teclados). La nueva banda supuso una clara ruptura con las anteriores ediciones de Lifetime, al sustituir el empuje y la energía por un concepto mucho más basado en la melodía y los ambientes que en el virtuosismo. Sin embargo, tampoco quedó ninguna grabación oficial de este periodo. 
A finales de mayo de 1980, Williams reencarnó Lifetime en trío, incluyendo a Patrick O'Hearn en el bajo (erróneamente acreditado en ocasiones como Patrick O'Hara) y a Tom Grant en los teclados, grabando el poco conocido Play or Die, álbum editado por el sello suizo PS Productions. Estilísticamente supone una vuelta al concepto de fusión energética, cercana a la música de su álbum de 1975, On the Mountain, con Elvin Jones, Jan Hammer y Gene Perla.

## Legado y tributos
En el momento de su publicación, Emergency! tuvo una gran influencia en el emergente género del jazz rock. Su influencia se extendió, incluso, a grupos alejados de ese ámbito, como The Allman Brothers Band. En la escena del jazz de vanguardia, John Zorn consideró que The Tony Williams Lifetime fue la principal inspiración del disco Radio, de su banda Naked City, haciéndolo constar expresamente en las notas de contraportada.
Tras la muerte de Williams, en 1997, Jack DeJohnette y John Scofield formaron el grupo Trio Beyond, con Larry Goldings, en homenaje a The Tony Williams Lifetime. Grabaron un álbum, Saudades (2006), opara el sello ECM.  
Entre 2006 y 2010, diversos músicos, entre ellos integrantes de algunas de las formaciones de Lifetime, realizaron grabaciones en homenaje a la banda.

## Discografía
- 1969: Emergency!
- 1970: Turn It Over
- 1971: Ego
- 1972: The Old Bum's Rush
- 1974: Wildlife (sin editar)
- 1975: Believe It
- 1976: Million Dollar Legs
- 1978: The Joy of Flying
- 1980: Play or Die
- 1992: Lifetime: The Collection (recopilación)